# 阿部祐美子
阿部 祐美子（あべ ゆみこ、1964年（昭和39年）9月30日 - ）は、日本の政治家。立憲民主党所属の衆議院議員（1期）。品川区議会議員（5期）、東京都議会議員（1期）を務めた。活動やSNSではあべ祐美子の表記も用いる。

## 来歴
東京都世田谷区出身。岡山大学法学部卒業。在学中に行政書士試験合格。卒業後、山陽新聞社に入社し同社初の女性社会部記者となる。1993年山陽新聞社を退社し在ポーランド日本国大使館に専門調査員として赴任。1995年、2年間の任期を終えて帰国。1996年、日本教育新聞社に入社。
- 2006年10月、品川区議会議員補欠選挙にて民主党公認で出馬し当選[3]。
- 2007年4月、品川区議会議員選挙に出馬し再選[4]。
- 2011年4月、品川区議会議員選挙にて三期目の当選[5]。
- 2015年4月、品川区議会議員選挙にて四期目の当選[6]。
- 2017年7月、品川区議会議員を辞職し東京都議会議員選挙に民進党公認で出馬するも落選[7]。
- 2019年4月、品川区議会議員選挙にて旧立憲民主党公認で出馬し当選[8]。
- 2021年7月、品川区議会議員を辞職し東京都議会議員選挙に出馬し当選[9]。
- 2023年7月、立憲民主党は、次期衆議院選挙の東京都第3区に阿部を擁立すると発表した[10]。
- 2024年10月、第50回衆議院議員総選挙の東京都第3区に立憲民主党から立候補した。小選挙区では自民党の石原宏高に惜しくも敗れたが、得票率2位となり比例復活で当選した[11]。

## 活動
- 東京都議会において、都の若者向けのコロナワクチン接種促進キャンペーンに対し「若者の意識に責任転嫁すべきでない」と批判した[12]。
- 「品川区制服リユースを考える会」立ち上げ人[13]
- 「英語スピーキングテストの都立高校入試への活用中止のための都議会議員連盟」会員[14]
- 「HPVワクチン接種推進自治体議員連盟」会員[15]

## 政策・主張
- カジノを含むIRの都内誘致に反対[16]。
- 憲法改正について「どちらかといえば反対」[16]。
- 選択的夫婦別姓の制度導入に賛成[16]。
- 同性パートナーシップ制度の都への導入に賛成[16]。
- 都立高校の男女別定員[注 1]について「見直すべき」[16]。
- 羽田新ルートについて「見直すべき」[16]。
- ベーシックインカムについて「どちらかといえば賛成」[16]。
- ふるさと納税制度について「どちらかといえば反対」[16]。

## 選挙歴
| 当落 | 選挙                         | 執行日         | 年齢 | 選挙区       | 政党         | 得票数    | 得票率 | 定数 | 得票順位 /候補者数 | 政党内比例順位 /政党当選者数 |
| ---- | ---------------------------- | -------------- | ---- | ------------ | ------------ | --------- | ------ | ---- | ------------------ | ---------------------------- |
| 当   | 2006年品川区議会議員補欠選挙 | 2006年10月8日  | 42   | ――           | 民主党       | 1万3985票 | ーー   | 4    | 1/9                | /                            |
| 当   | 2007年品川区議会議員選挙     | 2007年4月22日  | 42   | ――           | 民主党       | 5397票    | ーー   | 40   | 1/53               | /                            |
| 当   | 2011年品川区議会議員選挙     | 2011年4月24日  | 46   | ――           | 民主党       | 2673票    | ーー   | 40   | 13/55              | /                            |
| 当   | 2015年品川区議会議員選挙     | 2015年4月26日  | 50   | ――           | 民主党       | 3039票    | ーー   | 40   | 9/54               | /                            |
| 落   | 2017年東京都議会議員選挙     | 2017年7月2日   | 52   | 品川区選挙区 | 民進党       | 1万7612票 | ーー   | 4    | 6/7                | /                            |
| 当   | 2019年品川区議会選挙         | 2019年4月21日  | 54   | ――           | 旧立憲民主党 | 6069票    | ーー   | 40   | 2/51               | /                            |
| 当   | 2021年東京都議会議員選挙     | 2021年7月4日   | 56   | 品川区選挙区 | 立憲民主党   | 2万87票   | ーー   | 4    | 4/8                | /                            |
| 比当 | 第50回衆議院議員総選挙       | 2024年10月27日 | 60   | 東京都第3区  | 立憲民主党   | 5万4178票 | 26.88% | 1    | 2/7                | 4/5                          |